# ТЕС Алжир-Порт
ТЕС Алжир-Порт – теплова електростанція на півночі Алжиру, у портовій зоні його столиці. 
Перша черга електростанції в порту Алжира з’явилась ще у 1910-х роках. Вона мала потужність 34 МВт та використовувала вугілля.
В 1961-му на майданчику ТЕС запустили дві парові турбіни потужністю по 60 МВт.
У 2007 році для покриття суттєвого енергодефіциту у компанії General Electric замовили термінову поставку для ТЕС Алжир-Порт двох встановлених на роботу у відкритому циклі турбін типу 6B/6A6 з одиничною потужністю 40 МВт.
Як паливо використовується природний газ, що вперше надійшов до столичного регіону на початку 1980-х по трубопроводу Хассі-Р'Мель – Бордж-Менаель – Алжир. 